# True Love ~Jun'ai Monogatari~
True Love ~Jun'ai Monogatari~ (TRUE LOVE ～純愛物語～?), meglio conosciuto semplicemente come True Love, è una visual novel erotica sviluppata dalla giapponese Software House Parsley (ソフトウェアハウスぱせり?, Sofutō~eahausupaseri) e pubblicata in Giappone dalla CD Bros., il 9 giugno 1995 per PC-98, ed il 6 dicembre 1996 per Windows 95. Nel gennaio del 1999, il gioco è stato tradotto e pubblicato in lingua inglese dalla Otaku Publishing Ltd. in Europa, e da JAST USA in Nord America. Il 7 agosto 2019, FAKKU annuncia su Twitter la ripubblicazione della visual novel in digitale; il gioco esce il 20 dicembre dello stesso anno su Steam e nel sito del publisher, col nuovo nome di True Love '95.

## Modalità di gioco
Il genere di True Love è considerato essere un misto fra un simulatore di appuntamenti ed una visual novel. Il giocatore controlla il personaggio di uno studente universitario in cerca del vero amore. L'obiettivo del gioco è proprio quello di riuscire a conquistare il cuore di uno dei personaggi femminili, prima che l'estate sia finita. Ogni giorno, quando il protagonista si sveglia, il giocatore può stilare un programma di attività per la mattina, per il pomeriggio e per la sera. Le scelte (come piacere, sport, studio, etc.) determineranno se e quali avvenimenti accadranno durante la giornata, e miglioreranno le caratteristiche del protagonista nella categoria selezionata. Il giocatore incontrerà nel corso del gioco dieci differenti ragazza dalla personalità e le caratteristiche differenti. Se le caratteristiche del protagonista incontreranno le preferenze della ragazza, essa lo premierà con un rapporto sessuale.

## Personaggi
Mikae Morikawa
Amica di infanzia del protagonista di diciotto anni. È il personaggio più facile da conquistare, dato che non servono caratteristiche particolari. È nata il 28 settembre.
Remi Himekawa
La più brava della classe, diciotto anni. Ama studiare e passa la maggior parte del proprio tempo in biblioteca. Per conquistarla è necessario un alto livello nello studio. È la figlia di un ricco uomo d'affari, per il quale il protagonista lavora part time.
Miyuki Tanaka
Anemica amante dell'arte, diciotto anni. Per conquistarla è necessario un alto livello in arte.
Mayumi Kamijo
Frequentatrice assidua degli alberghi ad ore, diciotto anni. Per conquistarla è necessario un alto livello in attrazione fisica.
Chiemi Fujimoto
Capitano della squadra di nuoto, diciotto anni. Per conquistarla è necessario un alto livello in sport.
Misako Sayama
Affascinante infermiera della scuola, ventiquattro anni. Per conquistarla è necessario un alto livello in attrazione fisica.
Ryoko Shimazaki
Arriva nella scuola del protagonista, durante il secondo semestre. Diciotto anni.
Arisa Miyoshi
Ragazza dai capelli rosa che appare molto più piccola della sua età. È la sorella del migliore amico del protagonista, Kuzuhiko. Ha diciotto anni.
Yumi Matsumiya
Insegnante della scuola del protagonista, venticinque anni. Per conquistarla è necessario un alto livello in studio, unitamente all'aver salvato Mayumi da Mikisaki in precedenza.
Anze
Misteriosa ragazza, in grado di trasformarsi in un gatto, Per conquistarla è necessario un alto livello in passione. È inoltre necessario avere acquisito le "ali di un angelo", un oggetto reperibile solo a luglio. Tecnicamente è il personaggio più difficile da incontrare.

### Personaggi minori
Kazuhiko
Il migliore amico del protagonista ed il fratello di Arisa. Alla fine del gioco viene rivelato il suo amore per il protagonista, ed offre la possibilità dell'unico finale omosessuale del gioco.
Mikisuki
Professore nella scuola del protagonista. Tenterà di stuprare Mayumi ad un certo punto del gioco, ma sarà fermato dal protagonista e da Yumi.